# Сент-Женев'єв-де-Буа (цвинтар)
Сент-Женев'єв-де-Буа (фр. cimetière communal de Sainte-Geneviève-des-Bois) — цвинтар, що розшатований за адресою вулиця Лео-Лагранж (rue Léo Lagrange) у французькому місті Сент-Женев'єв-де-Буа паризького регіону.
На цвинтарі поховані мешканці міста та околиць. Окрім того, на цвинтарі поховано декілька тисяч російських емігрантів, що померли у Франції, багато з них мають всесвітню відомість, що дає підстави вважати його російським цвинтарем.
Цвинтар є переважно православним, хоча є могили також представників інших конфесій. Росіян, що переселились до Франції після революції 1917 року почали ховати тут з 1929 року. Вського на кладовищі поховано близько 15 000 представників російської еміграції.

## Відомі особистості, які поховані на цвинтарі
- Амальрик Андрій Олексійович — радянський історик і публіцист. Учасник російського правозахисного руху.
- Антоненко Михайло Омелькович — учасник I-го Конгресу Українських Націоналістів, провідник ОУН у Франції.
- Бунін Іван Олексійович — поет, письменник, лауреат Нобелівської премії з літератури.
- Галич Олександр Аркадійович — поет, сценарист, драматург, автор і виконавець власних пісень.
- Гірс Олексій Федорович — губернатор Києва
- Ігнатьєв Олексій Миколайович — останній губернатор Києва
- Ерделі Іван — російський генерал
- Євсевський Федір Андрійович — диригент і композитор
- Завадський Веніамін Валер'янович — російський письменник
- Зеньківський Василь — філософ, публіцист
- Іванов Георгій — поет
- Коровін Костянтин — художник
- Кутепов Олександр — генерал, учасник білого руху
- Серж Лифар — балетний танцівник та хореограф
- Мережковський Дмитро Сергійович
- Гіппіус Зінаїда Миколаївна — письменниця
- Некрасов Віктор Платонович — письменник
- Нурєєв Рудольф Хаметович — радянський і британський артист балету, балетмейстер.
- Прокудін-Горський Сергій — російський фотограф
- Савостьянов Олександр Олександрович — біолог та медик, співзасновник Вінницького медичного інституту, міський голова Одеси (1941—1943).
- Серебрякова Зінаїда
- Струве Петро Бернгардович
- Сомов Костянтин — художник
- Тарковський Андрій — російський кінорежисер
- Шереметєв Олександр Дмитрович — російський офіцер, музикант і меценат.